# Tridynamia megalantha
Tridynamia megalantha là một loài thực vật có hoa trong họ Bìm bìm. Loài này được (Merr.) Staples miêu tả khoa học đầu tiên năm 1993.